# Игнатенко, Виталий Никитич
Виталий Никитич Игнатенко (род. 19 апреля 1941, Сочи, Краснодарский край) — советский и российский журналист, общественный деятель. Генеральный директор АНО «Общественное телевидение России» (2 июля 2021 — н. в.). В прошлом — генеральный директор ИТАР-ТАСС с 1991 по 2012 год, член Совета Федерации РФ от администрации Краснодарского края с 2012 по 2015 год. Заслуженный журналист Российской Федерации (2018). Полный кавалер ордена «За заслуги перед Отечеством».

## Биография
Родился 19 апреля 1941 года в Сочи в семье начальника милиции города и учительницы сочинской школы № 72. Отец — кадровый офицер, окончил службу подполковником. У Виталия был старший брат Семён. В классе, где учился Виталий, среди 42 учеников были дети 26 национальностей.
Ещё в детстве увлёкся журналистикой. Свою первую заметку Виталий написал в 14 лет, она была напечатана в газете «Черноморская здравница». Десятиклассником позировал скульптору Колобову, когда тот ваял для Сочи памятник Максиму Горькому — зодчего привлекла богатырская фигура Игнатенко.
В 1958 году после окончания школы поступил на факультет журналистики МГУ.
В 1963 году окончил факультет журналистики Московского государственного университета имени М. В. Ломоносова.
С 1960 по 1975 год — стажёр, корреспондент, редактор отдела, редактор первой полосы, первый заместитель главного редактора газеты «Комсомольская правда». Учителя Виталия по газете — Юрий Воронов, Борис Панкин, Ким Костенко, Виталий Ганюшкин, Виктор Дюнин. При Игнатенко в газете появилась рубрика «Журналист меняет профессию». По заданию редакции бродил по африканским джунглям с партизанами, работал официантом в ленинградском кафе, служил матросом, преподавателем технического училища. Работая в «Комсомольской правде», Игнатенко добился, чтобы Сочи наградили орденом Отечественной войны.
В 1975—1978 годах — заместитель генерального директора Телеграфного агентства Советского Союза (ТАСС).
Ленинскую премию в размере 1700 советских рублей, полученную за сценарий фильма 1976 года «Повесть о коммунисте», посвящённого Леониду Брежневу, полностью перечислил в Детский фонд.
С 1978 по 1986 год — заместитель заведующего Отделом международной информации ЦК КПСС (в 1978—1982 годах именовался Отделом внешнеполитической пропаганды ЦК КПСС). Заведовал отделом в эти годы Замятин Леонид Митрофанович.
С 1986 по 1990 год — главный редактор журнала «Новое время» (с 2007 года — «The New Times»).
С 1990 по 1991 год — помощник Президента СССР, а затем — руководитель пресс-службы Президента СССР М. С. Горбачёва.
С 28 августа 1991 года — генеральный директор ИТАР-ТАСС. Во время августовских событий 1991 года и после них входил в число немногих соратников, продолжавших поддерживать Президента СССР — вместе с Е. Примаковым, А. Вольским, Е. Яковлевым, Г. Шахназаровым. 
С января 1995 по декабрь 1996 года — член совета директоров ЗАО «Общественное российское телевидение» (ОРТ), заместитель, а затем — первый заместитель председателя совета директоров ЗАО «ОРТ». 
С 31 мая 1995 года — заместитель Председателя Правительства Российской Федерации в первом Правительстве В. С. Черномырдина 14 августа 1996 года вновь назначен на должность заместителя Председателя Правительства во втором Правительстве В. С. Черномырдина. Курировал вопросы, связанные со средствами массовой информации. С 1996 по 1997 год был главой Комиссии по вопросам религиозных объединений при правительстве РФ.
В 1995—1996 годах с российской стороны вёл переговоры об освобождении российских лётчиков, захваченных талибскими боевиками в Кандагаре. В феврале 1997 года вёл переговоры с одним из командиров таджикских боевиков Бохромом Содировым об освобождении захваченных заложников на Памире. 
17 марта 1997 года, в связи с изменением структуры Правительства Российской Федерации, освобождён от должности заместителя Председателя Правительства. 
12 февраля 1998 года был избран председателем совета директоров ОАО «ОРТ». На этом посту находился до сентября 2001 года. 
С апреля 2006 года входит в редакционный совет общественно-политического журнала «Союзное государство». 
17 сентября 2012 года распоряжением Правительства Российской Федерации освобождён от должности генерального директора ФГУП «ИТАР-ТАСС» и назначен председателем коллегии федерального государственного унитарного предприятия «Информационное телеграфное агентство России (ИТАР-ТАСС)». 
7 ноября 2012 года назначен членом Совета Федерации РФ от администрации Краснодарского края. В палате занимал должности члена (с ноября 2012 года по январь 2013 года) и первого заместителя (с января 2013 года) председателя Комитета по международным делам. В сентябре 2015 года покинул Совет Федерации.
14 октября 2012 года победил на выборах Законодательного собрания Краснодарского края по списку «Единой России».
С 26 августа 2013 года входит в состав Совета по присуждению премий Правительства Российской Федерации в области средств массовой информации. 
2 июля 2021 года указом Президента РФ Владимира Путина назначен на должность генерального директора АНО «Общественное телевидение России» (ОТР), вакантную после смерти Анатолия Лысенко. 
Действительный член Международной академии информатизации. Автор ряда книг и сценариев к документальным фильмам.

## Общественная деятельность
Виталий Никитич Игнатенко — президент Ассоциации информационных агентств стран СНГ (1996). С мая 2000 года он — президент Организации информационных агентств стран Азии и Тихого океана (ОАНА). С 2004 года — председатель Всемирного совета информационных агентств.
С июня 1999 года он возглавляет правление Фонда сотрудничества с русскоязычной зарубежной прессой (Фонда ВАРП) и является президентом Всемирной ассоциации русской прессы (ВАРП), объединяющей более 300 русскоязычных изданий из 80 стран мира. Он входит в попечительский совет фонда «Русский мир».
Игнатенко — посол доброй воли ЮНЕСКО, член Комиссии Российской Федерации по делам ЮНЕСКО.
Почетный гражданин городов: Сочи (Россия), Сеул (Республика Корея), Мемфис (США).

## Преподавательская деятельность
Виталий Никитич Игнатенко преподает в Московском институте управления (профессор кафедры правового обеспечения управленческой деятельности МИУ) и МГИМО (профессор кафедры правовых основ управления). В центре его научных интересов — роль СМИ в современном государстве.

## Сценарии
1975 — «Повесть о коммунисте».
1981 — документальная киноэпопея «Всего дороже» о послевоенной истории СССР, вместе с Андреем Александровым, Генрихом Боровиком, Константином Славиным:
- Первый день мира, фильм 1;
- Обгоняющие время, фильм 2;
- Трудное поле, фильм 3;
- Мир или война, фильм 4;
- Подвиг возрождения, фильм 5;
- Как Феникс из пепла, фильм 6;
- И взошла заря, фильм 7;
- Надо мечтать, фильм 8.

1987 — «Риск».
1988 — «Мы журналисты… Не стреляйте!»

## Личная жизнь
Жена — Светлана Игнатенко, модельер, в браке более 50 лет.
Единственный сын — Алексей (1965—2008), выпускник журфака МГУ, журналист, бизнесмен. В 2002 году Алексей женился на Юлии Мешиной, став её третьим мужем. Через три года произошёл развод: Юлия влюбилась в актёра Александра Абдулова и в 2006 году вышла за него замуж. В начале мая 2008 года Алексей простудился в отпуске в Турции, где он отдыхал на майские праздники, с воспалением лёгких был госпитализирован в Центральную клиническую больницу, где 26 мая 2008 года умер от сердечного приступа, не оставив Виталию Никитичу внуков. Алексей был главным редактором газеты «Государственная дума», которая делалась «под выборы» и «под Грызлова», в отличие от «Парламентской газеты», которой в основном распоряжался глава Совета Федерации Миронов. У газеты начались трудности с финансированием и её коллектив считал, что смерть Алексея — прямое следствие сложностей с газетой, которые он принял близко к сердцу.
Виталий Игнатенко увлекается теннисом. Многие годы каждое утро он начинал на теннисном корте.

## Награды

### Государственные награды СССР и России
- Орден Дружбы народов (1975 год)[27]

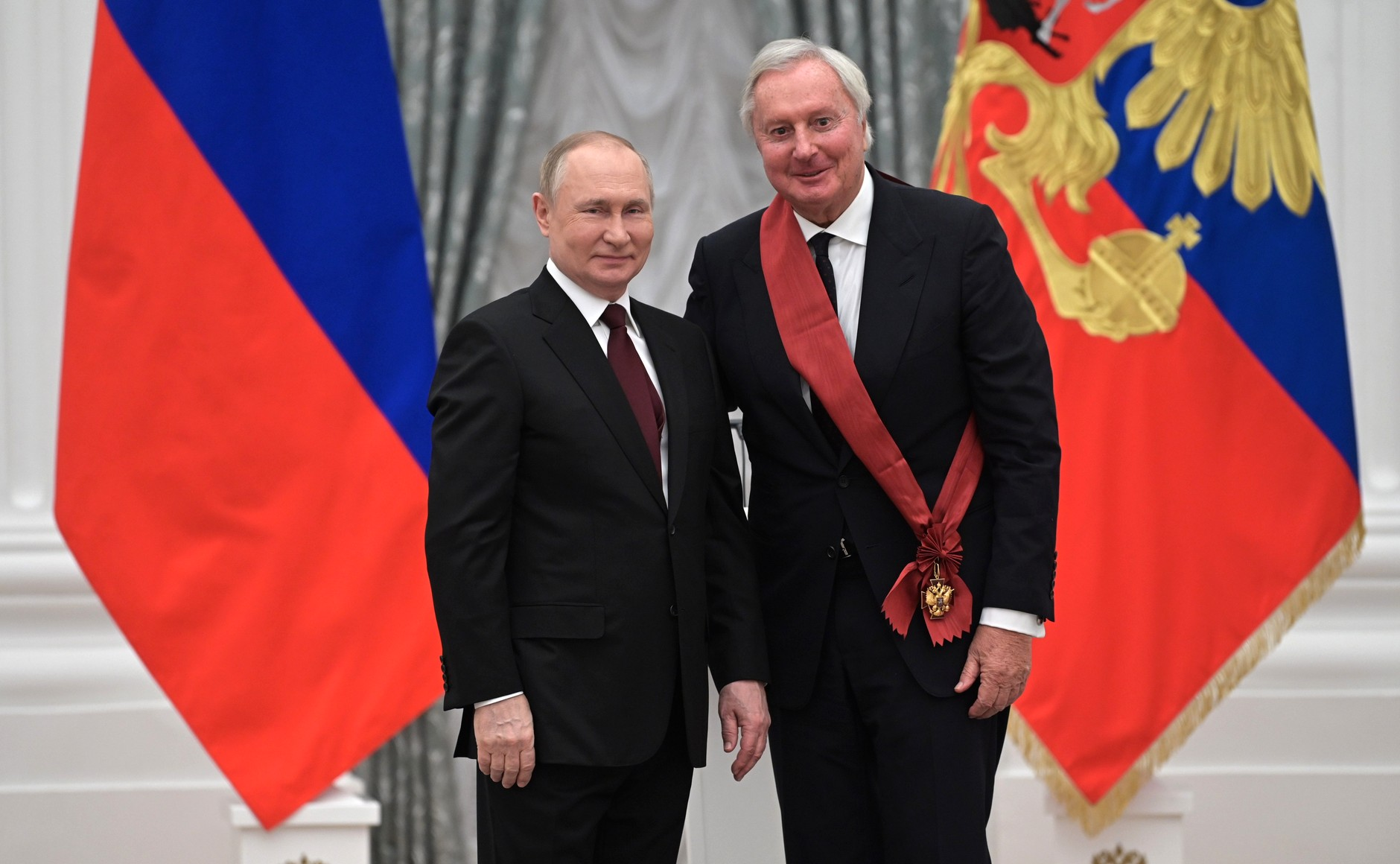
Награждение орденом «За заслуги перед Отечеством» I степени, 2 февраля 2022 года

- Орден Дружбы народов (14 ноября 1980 года) — за большую работу по подготовке и проведению Игр XXII Олимпиады[28]
- Орден «За заслуги перед Отечеством» IV степени (3 сентября 1999 года) — за заслуги перед государством в деле развития и укрепления Информационного телеграфного агентства России[29]
- Орден «За заслуги перед Отечеством» III степени (19 апреля 2005 года) — за большой вклад в реализацию государственной политики в области информации и многолетнюю плодотворную работу[30]
- Орден «За заслуги перед Отечеством» II степени (19 апреля 2011 года) — за выдающийся вклад в реализацию государственной политики в области информации и многолетнюю плодотворную работу[31]
- Орден «За заслуги перед Отечеством» I степени (20 апреля 2021 года) — за большой вклад в реализацию внешнеполитического курса Российской Федерации, активную общественную деятельность и многолетнюю добросовестную работу[32]
- Орден Александра Невского (2014 год)[33]
- Медаль «В память 1000-летия Казани»[34]
- Медаль «В память 850-летия Москвы»[35]
- Заслуженный журналист Российской Федерации (27 декабря 2018 года) — за заслуги в развитии отечественной журналистики и многолетнюю плодотворную работу[36]

### Поощрения и Президента и Правительства России
- Благодарность Президента Российской Федерации (17 июля 1996 года) — за активное участие в организации и проведении выборной кампании Президента Российской Федерации в 1996 году[37]
- Благодарность Президента Российской Федерации (23 апреля 2001 года) — за большой личный вклад в развитие средств массовой информации и многолетний добросовестный труд[38]
- Почётная грамота Правительства Российской Федерации (19 апреля 2006 года) — за большой личный вклад в развитие средств массовой информации и многолетнюю плодотворную работу[39].
- Благодарность Правительства Российской Федерации (6 апреля 2009 года) — за большой вклад в подготовку и проведение Года Российской Федерации в Китайской Народной Республике и Года Китайской Народной Республики в Российской Федерации[40].
- Почётная грамота Президента Российской Федерации (21 августа 2009 года) — за активное участие в подготовке и осуществлении доставки исторических реликвий крейсера «Варяг» в Россию[41]

### Премии государственного значения
- Лауреат Ленинской премии (1978 год) — за документальный фильм «Повесть о коммунисте»[42]
- Лауреат Государственной премии Российской Федерации в области литературы и искусства 2002 года (5 июня 2003 года) — за телевизионную программу «Формула власти»[43]
- Лауреат премии Правительства Российской Федерации 2006 года в области печатных средств массовой информации (12 января 2007 года)[44]
- Лауреат премии Правительства Российской Федерации 2023 года в области средств массовой информации (25 декабря 2023 года) — за выдающийся вклад в развитие отечественных средств массовой информации[45]

### Ведомственные награды
- Нагрудный знак МИД России «За вклад в международное сотрудничество» (2010 год)[46].
- Благодарность Министра культуры Российской Федерации (19 января 2004 года) — за большой вклад в развитие российской культуры и в связи с 100-летием со дня основания информационного агентства ИТАР-ТАСС[47].

### Иностранные государственные награды
- Орден «За дипломатические заслуги» 1 класса (2000, Республика Корея)[48].
- Орден «Трудовая слава» (22 марта 2001 года, Молдавия) — за значительный вклад в развитие информационных и профессиональных журналистских связей между Российской Федерацией и Республикой Молдова[49].
- Медаль «Данк» (17 апреля 2001 года, Кыргызстан) — за личный вклад в развитие дружбы и информационного сотрудничества между Кыргызстаном и Россией[50].
- Орден «За заслуги» III степени (18 апреля 2001 года, Украина) — за значительный личный вклад в развитие информационных и журналистских связей между Украиной и Российской Федерацией, весомые профессиональные достижения[51].
- Медаль Франциска Скорины (25 апреля 2001 года, Белоруссия) — за заслуги в деле единения братских стран Беларуси и России[52].
- Медаль Мхитара Гоша (1 сентября 2004 года, Армения)[53][54]
- Орден «Мадарский всадник» (2005 год, Болгария)[55].
- Великий офицер ордена «За заслуги перед Итальянской Республикой» (17 сентября 2008 года, Италия)[56][57].
- Орден Почёта (19 января 2009 года, Южная Осетия) — за большой вклад в организацию объективного освещения событий вокруг Южной Осетии в августе 2008 года[58].
- Орден «Дружба» (13 апреля 2011 года, Азербайджан) — за особые заслуги в укреплении сотрудничества и взаимных связей между Азербайджанской Республикой и Российской Федерацией в области информации[59][60].
- Медаль «20 лет независимости Республики Казахстан» (2012 год, Казахстан).

### Награды международных организаций
- Почётный знак «За заслуги в развитии печати и информации» (17 апреля 2014 года, Межпарламентская ассамблея СНГ) — за значительный вклад в формирование и развитие общего информационного пространства государств — участников Содружества Независимых Государств, реализацию идей сотрудничества в сфере печати и информации[61].
- Серебряная медаль СНГ за вклад в интеграцию стран Содружества (2013 год, СНГ)[62]
- Золотая медаль Европейского общества Франца Кафки (2003 год) — за вклад в развитие международной журналистики и взаимопонимания между народами.

### Конфессиональные награды
- Орден святого благоверного князя Даниила Московского II степени (2010 год, РПЦ)[63].

### Иные награды
- Лауреат премии Союза журналистов СССР (1975 год)
- Премия имени Гейдара Алиева (2012 год, Всероссийский азербайджанский конгресс)[64]
- «Легенда российской журналистики» (2020 год)[65]